# Gouvernement Kauffman
Gouvernement Thorn Gouvernement Reuter
Le gouvernement Kauffman (luxembourgeois : Regierung Kauffman), est le gouvernement du Luxembourg en fonction du 18 juin 1917 au 28 septembre 1918 au cours de l'occupation allemande du Luxembourg pendant la Première Guerre mondiale.

## La transition
Le 19 juin 1917, Léon Kauffman réussit à mettre sur pied un gouvernement de coalition avec les libéraux. C’est la première fois qu’un ministre d’État est issu du Parti de la droite. À ce gouvernement incombe la tâche de démocratiser la Constitution luxembourgeoise. En novembre 1917, la Chambre des députés entame les débats concernant l’introduction du suffrage universel. La discussion portant sur les articles 32 (origine du pouvoir souverain), 37 (conclusion de traités secrets), 52 (introduction du suffrage universel, vote des femmes et représentation proportionnelle) et 75 (rémunération des députés) s’éternise. Une crise éclate quand le gouvernement ne respecte pas la volonté du Parlement et refuse de soumettre l’article 32 à la révision. Le gouvernement craint d’offusquer la Grande-Duchesse en énonçant clairement que la souveraineté réside dans la nation et non dans la personne du monarque. Des rapports qui prêtent à équivoque avec l’occupant – le 16 août, le ministre d’État assiste à une visite privée du chancelier allemand Hertling auprès de la Grande-Duchesse Marie-Adélaïde – finissent par discréditer le gouvernement Kauffman. Le 28 septembre, une nouvelle équipe formée par Émile Reuter prend la relève.

## Composition
| Portefeuille | Titulaire      | Titulaire |
| --- | -------------- | --------- |
| Ministre d'État Président du gouvernement Directeur général des Affaires étrangères, des Cultes et des Finances | Léon Kauffman  |           |
| Directeur général de la Justice et de l'Instruction publique                                                    | Léon Moutrier  |           |
| Directeur général des Travaux publics                                                                           | Antoine Lefort |           |
| Directeur général de l'Agriculture, du Commerce, de l'Industrie et du Travail                                   | Joseph Faber   |           |
| Directeur général de l'Intérieur                                                                                | Maurice Kohn   |           |